# 34294 Taylordufford
34294 Taylordufford è un asteroide della fascia principale. Scoperto nel 2000, presenta un'orbita caratterizzata da un semiasse maggiore pari a 2,5779472 au e da un'eccentricità di 0,1001352, inclinata di 7,75816° rispetto all'eclittica.